# Rosanna Rocci
 (septembre 2017).
Si vous disposez d'ouvrages ou d'articles de référence ou si vous connaissez des sites web de qualité traitant du thème abordé ici, merci de compléter l'article en donnant les références utiles à sa vérifiabilité et en les liant à la section « Notes et références ».
Rosanna Rocci, née le 28 octobre 1968 à Soleure, est une chanteuse suisse de schlager.

## Biographie
Elle vit actuellement[Quand ?] en Allemagne. Elle a été mariée avec son collègue Michael Morgan de 1997 à juin 2012.

## Discographie
- 1992 : Rosanna
- 1994 : Kopfüber ins Leben
- 1996 : Mein Feuer brennt
- 1998 : Amore, Amore
- 1999 : Emozioni
- 2001 : Ich lebe für dich (avec Michael Morgan)
- 2001 : Herz über Kopf verliebt
- 2001 : Rosanna
- 2001 : Un Poco di Amore
- 2002 : Dolce Vita
- 2002 : Kopfüber ins Leben
- 2003 : Aber bitte mit Herz
- 2003 : Ti Amo Ancora
- 2004 : Felicita - Liebe hautnah (avec Michael Morgan)
- 2005 : Das fühlt sich gut an
- 2007 : Die grössten Single-Hits
- 2007 : 100% Rosanna
- 2009 : Solo con te - Nur mit Dir
- 2012 : Glücksgefühle